# Denis Goossens
Denis Goossens, (12 december 1987) is een Belgische voormalige atleet, die zich had toegelegd op het polsstokspringen en de meerkamp. Hij werd tweemaal Belgisch kampioen.

## Biografie
Goossens nam in 2006 op het polsstokspringen deel aan de wereldkampioenschappen U20 in Peking. Hij werd elfde in de finale. In 2008 werd hij Belgisch kampioen op de tienkamp. In 2009 nam hij op het polsstokspringen deel aan de Europese kampioenschappen U23. Hij werd achtste in de finale. In 2011 werd hij voor het eerst Belgisch indoorkampioen op dit nummer. In 2012 stopte hij met atletiek.
Goossens was aangesloten bij Vilvoorde AC. Hij is in 2016 getrouwd met turnster Aagje Vanwalleghem.

## Belgische kampioenschappen
Outdoor
| Onderdeel | Jaar |
| --------- | ---- |
| tienkamp  | 2008 |

Indoor
| Onderdeel        | Jaar |
| ---------------- | ---- |
| polsstokspringen | 2011 |

## Persoonlijke records
Outdoor
| Onderdeel        | Prestatie | Datum               | Plaats             |
| ---------------- | --------- | ------------------- | ------------------ |
| polsstokspringen | 5,61 m    | 7 augustus 2009     | Ninove             |
| tienkamp         | 7123 p    | 30-31 augustus 2008 | Naimette-Xhovémont |

Indoor
| Onderdeel        | Prestatie | Datum           | Plaats  |
| ---------------- | --------- | --------------- | ------- |
| polsstokspringen | 5,50 m    | 26 januari 2009 | Cottbus |

## Palmares

### polsstokspringen
- 2006: 11e WK U20 te Peking – 5,20 m
- 2007:  BK AC – 5,00 m
- 2008:  BK AC – 5,10 m
- 2009:  BK AC indoor – 5,30 m
- 2009:  BK AC – 5,20 m
- 2009: 8e EK U23 te Kaunas – 5,15 m (5,40 m in kwal.)
- 2011:  BK AC indoor – 5,30 m

### tienkamp
- 2008:  BK AC – 7123 p